# Рено дьо Дамартен
Рено дьо Дамартен (на френски: Renaud de Dammartin, * ок. 1165, † 1227) е от 1190 до 1211 г. граф на Булон, граф на Дамартен (1200 – 1211), граф на Омал (1204 – 1206) и от граф на Мортен (1206 – 1211). Известен е с неговото предателство спрямо крал Филип II Август от Франция.

## Биография
Той е син на граф Алберик II дьо Дамартен (1135 – 1200) и на Матилда дьо Клермон (1147 – 1200). По-малкият му брат е Симон дьо Дамартен (1180 – 1239).
Рено дьо Дамартен расте във френския двор и е от младежките си години приятел на по-късния крал Филип II Август. Бие се обаче, по нареждане на баща му, под знамето на Плантагенет. След смъртта на Хенри II Плантагенет през 1189 г. фамилията му Дамартен се подчинява на короната.
Рено се жени за братовчедката на краля, Мария дьо Шатийон. По съвет на крал Филип II, около 1190 г. той изгонва съпругата си и отвлича Ида Лотарингска от Елзас († 1216), графиня на Булон и вече два пъти вдовица. През 1191 г. той се жени за Ида и получава от френския крал Булон, дотогава собственост на графовете на Фландрия.
През 1197 г. Рено е на страната на Ричард Лъвското сърце, след неговата смърт през 1199 г. обаче се връща отново на страната на крал Филип II. През 1201 г. той сгодява дъщеря си с кралския син Филип Юрпел. През 1204 г. получава допълнително Графство Омал, което през 1206 г. дава на брат си Симон и получава в замяна графството Мортен. Рено става така един от най-могъщите господари в Северна Франция.
Конфликтът му с епископ Филип дьо Бове води през 1210 г. до скъсване с краля. Той го заплашва пред събрания двор и кралят го дава на съд, през 1211 г. заема замъка на Мортен, след това превзема и Булон. Рено и брат му Симон бягат от Франция. Заедно с граф Фердинанд Фландърски той отива през есента на 1213 г. в двора на крал Джон Безземни в Англия, когото честват и така правят държавно предателство (Felonie) спрямо краля на Франция.
През пролетта на 1214 г. предателите се връщат с английска войска обратно във Фландрия и започват боеве против Франция. След това те се обединяват с войската на император Ото IV и тръгват против френския крал. На 27 юли 1214 г. се състои решителната битка при Бувин. След това той и графът на Фландрия са пленени и затворени в Пероне. По-късно Рено е преместен в замъка на Гулет, където остава затворен до смъртта му през 1227 г.

## Фамилия
Първи брак: с Мария дьо Шатийон († 13 март след 1241), дъщеря на граф Ги II дьо Шатийон и Матилда Брабантска. Те нямат деца и се развеждат през 1190 г.
Втори брак: април 1190 г. с Ида Лотарингска (1160 – 1216), дъщеря на Матийо Елзаски († 1173), граф на Булон, и Мари дьо Блоа († 1182), дъщеря на английския крал Стивън и Матилда Булонска. Ида е вдовица на херцог Бертхолд IV от Церинген († 1186). С нея той има една дъщеря:
- Матилда дьо Дамартен (* 1202; † 1260), графиня на Булон, Омал и Дамартен, кралица на Португалия (1248 – 1253)

∞ 1216 за Филип Юрпел (1200 – 1234), граф на Клермон, син на крал Филип II Август от Франция
∞ 1235 за Афонсу III (1210– 1279), крал на Португалия, (развод 1253)